# カトリック香焼教会
カトリック香焼教会（カトリックこうやぎきょうかい）は、長崎県長崎市香焼町にある、キリスト教（カトリック）の聖堂。
当小教区信徒の大半は、三菱造船所香焼工場百万トンドックで生計を維持している。
もともとは神の島教会の管内であったが、1971年3月に小教区として独立した。
入口は脱靴所があるような形をしているが、2024年現在は土足で入堂してよい。

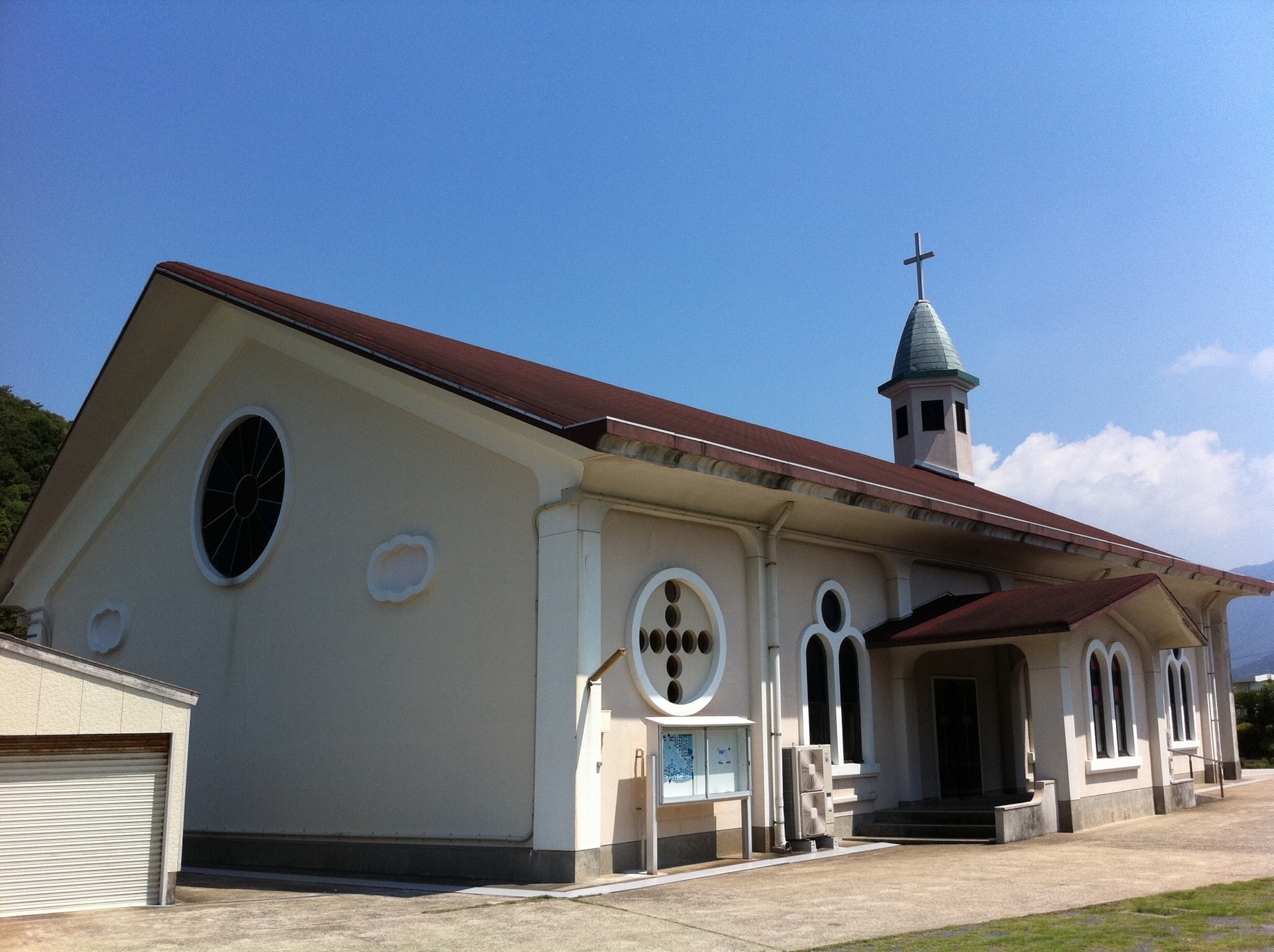
教会裏手